# Етиопатогенеза психосоматских поремећаја
Етиопатогенеза психосоматских поремећаја,  једна је од области психосоматске медицине која  су основни бави узрочницима развоја психосоматских болести. И поред постојања бројних теорија о узроцима и последицама психосоматских поремећаја, остало је још врло много нерасветљених проблема из области психосоматике, при чему је најбитније у потпуности доказати тј  одгонетнути шта тело хоће да нам каже када је болесно.
Човек је биће отворено према свим животним манифестацијама које га окружују. Своју отвореност, која је и залог његове слободе, он плаћа многим  болестима, које настају због примарног утицаја душе на тело или тела на душу, што кроз изучавање етиопатогенезе психсоматски болести треба открити.

## Основне поставке психосоматских поремећаја
Одавно је познато мишљење да постоји значајна веза између телесних и психичких чинилаца. Појам психосоматска болест када данас употребљавамо ми желимо да нагласимо да се ради о болести у чијој патогенези емоционални поремећај игра значајну улогу.
Иако су бројна клиничка и експериментална истраживања јединства ума и тела релативно новијег датума у медицини, психосоматски концепт датира још из античких времена, и базира се на интуитивним и филозофским разматрањима античких мислилаца, али је затим дуго занемариван уз посебно фаворизовање медицинског модела болести.
А од када је термин "психосоматски" први пут употребио Ј. Хајнрот (1818), који је тело и душа сматрао једнинственом целином, и да је зато „лудило“ болест целокупног бића, интензивно је започео процес стварања и примене овог концепта.
У 1838. (енгл. Christian Friedrich Nasse) наводи: ... „препознавање, превенција и лечење у условима менталног поремећаја почива на основама истовременог проучавања психичке и соматске активности човека.“ Ови његови ставови касније су добили научну подршку, и поступно постали основни принцип разматрања организма као целине, који је прихваћен као оперативни (писхосоматски) концепт., познат и као психосоматска медицина.
Психосоматски процес је временски и секвенцијални ланац догађаја који се јављају појединачно (индивидуално), а крајњи резултат тог процеса може бити;
- пролазни функционални, физиолошки и емоционални одговор (психосоматског поремећаја), који не доводи до промене основних органских структура појединца,
- одређени психосоматски синдром који показује привремене или трајне органске промене (психосоматске болести или органске болести).

У случај психосоматских поремећаја, појам појединачни узрок за сваки поремећај више није одржив, јер у сваког пацијента значајну улогу има дејство многобројних фактора (мултифакторијалност) било да они делују самостално или комбиновано (сумарно). Зато психосоматски концепт има за циљ да идентификује и схвати све ове промене, њихове везе, и њихов специфични утицај у поремећају стања равнотеже (хомеостазе), у организму пацијента.
Последњих неколико деценија говори се о психосоматском приступу, психосоматици и психосоматској медицини. Сви наведени термини требало би да указују на холистички приступ да је човек интегрисано, јединствено психофизичко биће, а његова болест јединствено психофизичко збивање. Савремена психосоматска медицина означава поновно прихватање схватања о интегративном јединству душе и тела које проистиче из савремених научноемпиријских сазнања. У свом холистичком приступу психосоматска медицина иде и даље, акцентуирајући значај социјалних фактора, посматрајући тако човека као биопсихосоцијално интегрисану јединку.
Сам термин психосоматска медицина обухвата два значења:
- прво, специфичан научни приступ у медицини који је прихватио методологију из природних али и социјалних и хуманистичких наука
- друго, посебну клиничку специјалност која такав специфини научни приступ примењује у дијагностици и терапији[4].

Међутим, сам термин „психосоматски“, или како се у последње време чешће говори „психофизиолошки“, иако указује на холистички принцип интегрисаности психе и соме, имплицитно подразумева дуалистички концепт по коме су дух и тело ипак одвојени ентитети и независни интегрисани у јединствену јединку, са повременим утицајем једног на друго. Монистичко сагледавање људског бића да су дух и тело два дела исте стварности, све болести су физичке или психичке. Психолошка или физичка објашњења болести била би алтернативни нНачини описивања једног истог догађаја у организму. Развој бихевиоралне медицина, медицинске психологије, односно психофизиологије, базиран на бројним научним доказима, указује на значај утицаја психолошких фактора на здравље, односно њихов утицај на развој и ток многих обољења.
Разматрањем етиопатогенезе психосоматских поремећаја, које су основни узрочници развоја психосоматских болести, баве се две велике групе теорија:

### Биолошке теорије психосоматских поремећаја
Биолошки приступ, специфичне психосоматске поремећаје тумачи као поремећене активности појединих органских супстрата у реакцији на стрес. У биолошком приступу доминантне су следеће две теорије;
Теорија соматске слабости
Она указује на то да, услед дејства генетичких фактора, начина живота, претходних или хроничних болести, долази до оштећења функције одређеног органског система, који тако постаје подложан на дејство стресогеног фактора. 
Теорија специфичне реакције
Ова теорија појаву психосоматских поремећаја тумачи могућим генетички кодираним разликама у начину реаговања организма на стрес.
Наиме, у овим теоријама се истиче да сваки човек има сопствене, идиосинкратске обрасце аутономних реакција на стрес. Органски систем који је укључен у те реакционе обрасце представља подлогу за развој психосоматске болести.

### Психолошке теорије психосоматских поремећаја
Ова, велика група, обухвата бројне психолошке теорије које разматрају несвесна емоционална стања, карактеристике личности, когнитивни стил и начине превазилажења стреса као значајног, преципитирајуће факторе у настанку психосоматских поремећаја.

## Етиопатогенетски механизми психосоматских поремећаја
Психосоматска болест је телесне болести у чијем је настанку важну улогу одиграо психогени фактор. Знамо да телесни симптоми и невезано за психосоматска обољења могу бити директна реакција на емоције, на пример дрхтање због страха или љутње, црвењење због стида. У психосиматским болестима телесни симптоми могу бити и индиректан резултат емоција; емоције траже излаз заобилазним и компликованим путем до органа. Психички се догађаји уплићу у телесна збивања и могу проузроковати болесна телесна стања. Зато дуготрајна пренадраженост нервног система коначно доведи до оштећења ткива и појаве симптома и знакова болести. Узрок пренадражености одређеног дела аутономног нервног система последица је одређених осећаја, које усвајамо од првих дана живота, а који се могу побудити било када у животу, у одређеној стресној ситуацији.
| „ | ... Према класичној Александеровој схеми, психосоматска болест је резултат ране емоционалне трауме у детињству и реактивације те ране дечје трауме у зрелом добу, онда када животне околности подсећају на рану емоционалну трауму. Појављује се хрончна ексцитација једног од два дела неуровегетативног нервног система и на бази наследног или конституционалног фактора оболева орган у телу који је најосетљивији. Пренадраженост симпатикуса који је одговоран за борбени животни стил, учествује у настанку мигрене, хипертензије, реуматских болести, дијабетеса, хипертиреозе. | ” |

Психички доживљаји који се формирају у кори великог мозга преносе импулсе у хипоталамус. Зато у стресној ситуацији долази до активације лимбичног система који са хипоталамусом контролише, интегрише и регулише емоција и нагонски живот. Исте структуре (лимбични систем и хипоталамус) каналишу своје утицаје кроз аутономни и ендокрини систем. Свака емоција својом експресијом и ексцитацијом, користи механизме аутономног нервног система и ендокриног система.
У хипофизи као централној жлезди ендокриног система настаје повећана секреција АЦТХ, који преко крвног система изазива повећану секрецију кортизола у надбубрежној жлезди. Кортизол, поред других активности има и лимфоцитолизно дејство. Психички доживљај на тај начин негативно утиче на ћелије имунског система и ремети имунолошки надзор и имунолошку хомеостазу.
На ову спрегу, и постојање имуномодулације под дејством психосоцијалних стресора, указују бројни подаци у домену инфективних болести и у процесу зарастања рана. Истраживањима је такође утврђено да се у току стреса појачано луче ендогени опијати као што је бета-ендорфин, као и да таква дуготрајна физиолошка стимулација ослобађања ендогених опијата утиче на слабљење имунског система. Такође, најновија медицинска сазнања указују да започињање и ток многих поремећаја, од кардиоваскуларних болести до слабости и функционалног исцрпљивања организма може бити узроковано проинфламаторним цитокинима а познато је да је њихова продукција под директним утицајима негативних емоција и стресних искустава.
Поред тога доказано је да се аутономни нервни систем лако условљава, и тиме се рђаве, нездраве реакције доста лако учврсте као обрасци понашања. Настаје „лудило органа“, како је то назвао бечки психијатар Менг, у несцентној фази психосоматике.
На сву срећу не развија свака особа са емоционалним потешкоћама психосоматску болест. То зависи од безброј других фактора, као што су; наслеђене особине, стресогени моменти у животу, подршка околине, културолошка обележја интензитет и дужина трајања стреса, модел понашања, начин живота, претходне болести итд. Сматра се да је дуготрајан стрес одговоран за настанак психосоматске болести, док краткотрајан стрес, па и ако је снажан, не изазива психосоматску болест.
Класични психоаналитичари сматрају да сваки оболели орган има одређену симболику, тј другојачију поруку. За особе са психосоматским болестима каже се да имају тешкоће у изражавању својих емоција, да ретко маштају и да имају нарочит начин како успостављају односе са другим људима.
Стари Римљани користили су пословицу: лат. mens sana in corpore sano — „у здравом телу здрав дух“. Међутим психосоматска медицина сматра да је тачнија обрнута верзија ове пословице: „у здравом духу здраво је и тело“.
Дакле, познато је да стрес својим дејством преко неуроендокриног и имунског система, може да доведе до озбиљног нарушавања телесног здравља, али поуздани и егзактни механизми нису разјашњени у потпуности. Из тих разлога, лакше је идентификовати стрес као агравациони фактор већ насталих поремећаја него стрес као етиолошки фактор поремећаја. Такође, уочено је да физиолошке реакције на стрес могу бити до извесне мере више специфичне, односно да зависе од врсте стресора, значења које му особа придаје, као и индивидуалних разлика међу људима.